# アンリ・ド・ラ・トゥール・ドーヴェルニュ (テュレンヌ子爵)

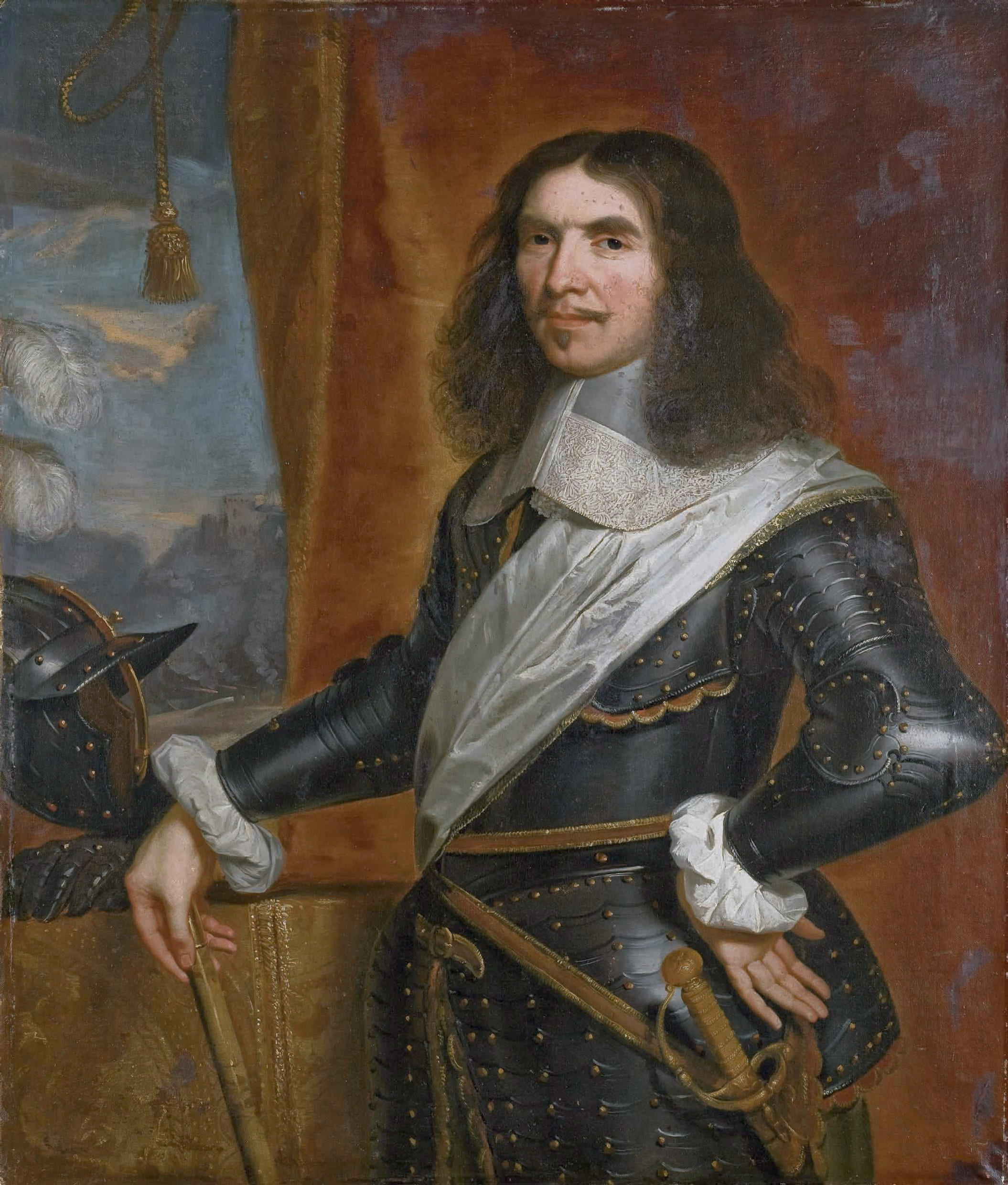
フランス大元帥テュレンヌ

テュレンヌ子爵アンリ・ド・ラ・トゥール・ドーヴェルニュ（仏: Henri de la Tour d'Auvergne, Vicomte de Turenne, 1611年9月11日 - 1675年7月27日）は、ブルボン朝フランスの軍人。単にテュレンヌ（Turenne）と呼ばれることが多い。ラ・トゥール・ドーヴェルニュ家出身。フランス元帥。フランス大元帥6人のうちの1人である。

## 生涯

### 初期の軍歴

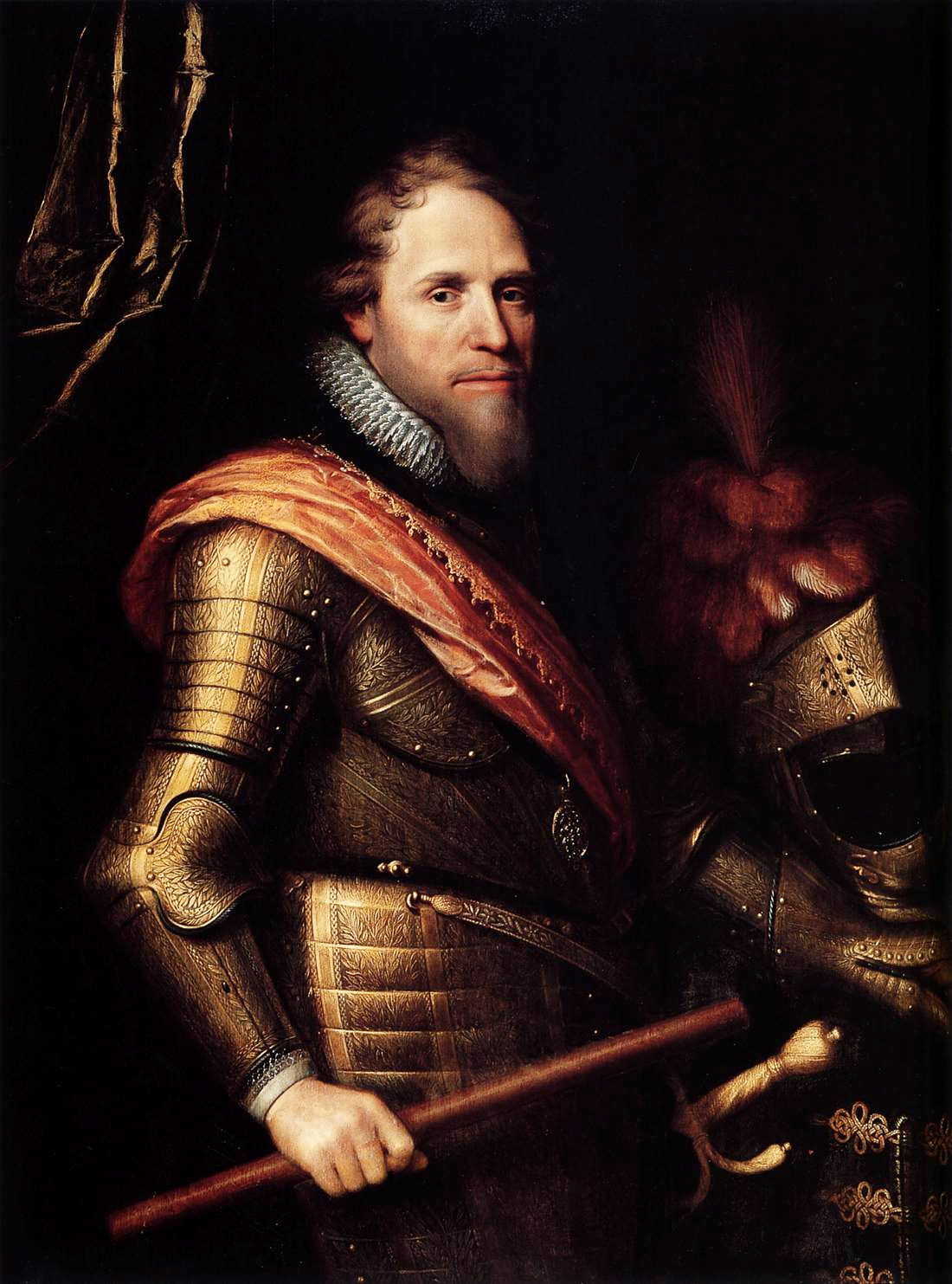
オラニエ公マウリッツ

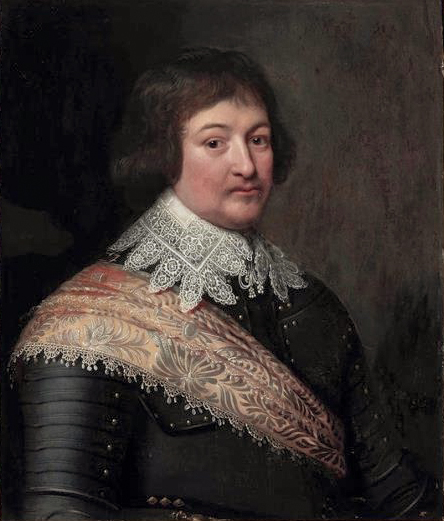
ベルンハルト・フォン・ザクセン＝ヴァイマル

1611年、ブイヨン公兼スダン公アンリと、2度目の妻エリザベート・フランドリカ・ドランジュ＝ナッソー（オラニエ公ウィレム1世の娘）の次男としてスダン城で生まれた。父方の祖母アリエノールはモンモランシー公アンヌ・ド・モンモランシーの娘であるため、同じくアンヌの曾孫に当たるコンデ公ルイ2世は又従兄弟でリュクサンブール公フランソワ・アンリ・ド・モンモランシーは遠縁に当たる。
テュレンヌはユグノーとして育てられ、貴族の子としての教育を受けたが、虚弱体質で、特に会話での吃音があり、生涯治らなかった。彼は歴史と地理に特別の才能を見せ、アレクサンドロス大王とガイウス・ユリウス・カエサルの偉業に関心を寄せたが、上記の障害が妨げになった。
父が1623年に亡くなると、テュレンヌは身体鍛錬に没頭し、生まれながらの弱点に打ち勝とうとした。14歳の時に母方の伯父のオランダ総督マウリッツの野営地へ戦争を学びに行き、八十年戦争でマウリッツの警護を務める私兵として軍歴をスタートさせた。
1625年にマウリッツの後を継いだ叔父フレデリック・ヘンドリックからは、オランダ総督継承から翌1626年に陸軍大尉職を与えられ、この時期の包囲戦で職務を果たした。1629年、スヘルトーヘンボス（フランス語：ボワ＝ル＝デュック）包囲戦勝利で見せたテュレンヌの手腕と勇気は、当代の一流司令官の1人であったフレデリック・ヘンドリックから特別な賞賛を勝ち取った。
しかし1630年、テュレンヌはオランダを後にしてフランス軍に入った。軍内の昇進の見込みだけでなく、フランス王家に対してブイヨン公家の忠誠を見せて欲しいという母の願いが動機だった。フランス王ルイ13世の宰相であるリシュリュー枢機卿からすぐに歩兵連隊大佐に抜擢され、オラニエ公と短期間距離を置いた（オランダとフランスは当時同盟関係にあった）。

### フランス軍に転属
フランス軍に属してから最初の実戦は、三十年戦争の最中の1634年にフォルス公が指揮したロレーヌのラ・モト＝アン＝バシニー包囲戦であった。テュレンヌは突撃で見せた戦果で陸軍少将（maréchal de camp）に昇進、翌1635年にはヴァレット枢機卿指揮下において、ロレーヌとライン川で戦った。フランス軍とその同盟軍は8月8日にマインツが神聖ローマ帝国軍に包囲されると集結したが、フランス軍は食糧の欠乏からメスへ撤退しなければならなかった。テュレンヌは退却時に神聖ローマ帝国軍の将軍マティアス・ガラスと剣を交えており、その勇気と手腕から大いに名を上げた。再編成された軍は1636年に再度野戦をおこないサヴェルヌを攻略したが、この時の猛攻でテュレンヌは重傷を負った。
1637年にフランドル（スペイン領ネーデルラント）遠征に参加して7月26日にランドルシーを占領、翌1638年後半にフランス軍と契約した傭兵隊長ベルンハルト・フォン・ザクセン＝ヴァイマルの元で戦いドイツへ転戦、フランス軍を率いてライン川右岸の都市ブライザハを急襲・包囲し12月17日に降伏させた。テュレンヌは今や、フランスの若い軍幹部の中で将来を有望視される1人という評判をとった。
リシュリューは次に、テュレンヌをアルクール伯アンリ・ド・ロレーヌ指揮下のイタリア遠征の任務につかせた。1639年11月19日、彼はルート・ド・キエルの戦いと呼ばれる有名な後衛作戦で勝利した。これは冬期のトリノ城塞への再食糧供給の間に起こり、フランス軍とカリニャーノ公トンマーゾとの間で争われた。1640年、アルクール伯はカザーレ・モンフェッラートを救い、城塞内にフランス軍別働隊が立てこもる間に、トリノに立てこもるカリニャーノ公軍を包囲した。後者の包囲線は持ちこたえ、カリニャーノ公軍が9月17日に降伏させられる間、アルクール伯の連隊が退却を強いられ始めると同時に第4部隊が包囲した。今や陸軍中将となったテュレンヌは、これら複雑な作戦が好ましい結果を達成するのに主要な役回りをした。1641年の遠征で自身も戦い、クーネオ、チェヴァ、モンドヴィを占領した。
1642年、テュレンヌはルシヨンを征服したフランス軍の副司令官を務めた。同年、リシュリューはサン＝マール侯及びオルレアン公ガストンの陰謀を摘発、テュレンヌの兄のブイヨン公フレデリックも加担者として捕らえスダン公国を取り上げている（ブイヨン公国は存続）。

### 三十年戦争期

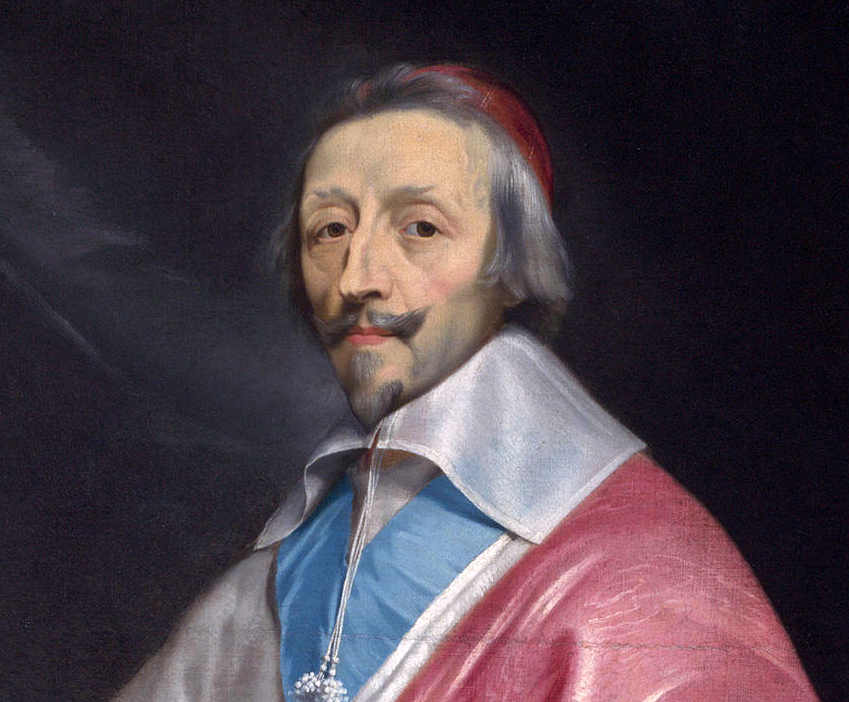
リシュリュー枢機卿

フランス王家とブイヨン公爵家＝スダン公家の関係は、テュレンヌの初期の経歴に顕著な影響を与えた。ブイヨン公爵家を懐柔するためにリシュリューはテュレンヌを昇進させたが、フレデリックがリシュリューへの陰謀を目論み捕らえられた影響で、国王の側近達はテュレンヌを全面的に信用することができなかったのである。その上、彼のプロテスタント信仰に対する強固な執着が、大臣とテュレンヌの関係において困難な要素を成していた。
それにもかかわらず、リシュリューは1643年にフランス側に寝返ったカリニャーノ公指揮下のイタリアでの戦闘をテュレンヌに託し、テュレンヌも期待に応え数週間でトリノを落とし、同年の終わりにフランスへ呼び戻され、12月19日にフランス元帥に任命された。直後にアルザスへ赴任、かつてベルンハルトが率いていたヴァイマル軍（ベルンハルト亡き後フランスと契約していた連隊）再編成のため出発した。ヴァイマル軍は11月24日から25日にかけてトゥットリンゲンの戦いの手痛い敗北を喫したばかりだった。
この時32歳になっていたテュレンヌは、これまでに4人の指揮官の下で戦い成長してきた。組織的なオラニエ公、激しい気性のベルンハルト、勇敢なラ・ヴァレット枢機卿、頑固で抜け目のないアルクール伯、その誰もがテュレンヌの形成に貢献した。

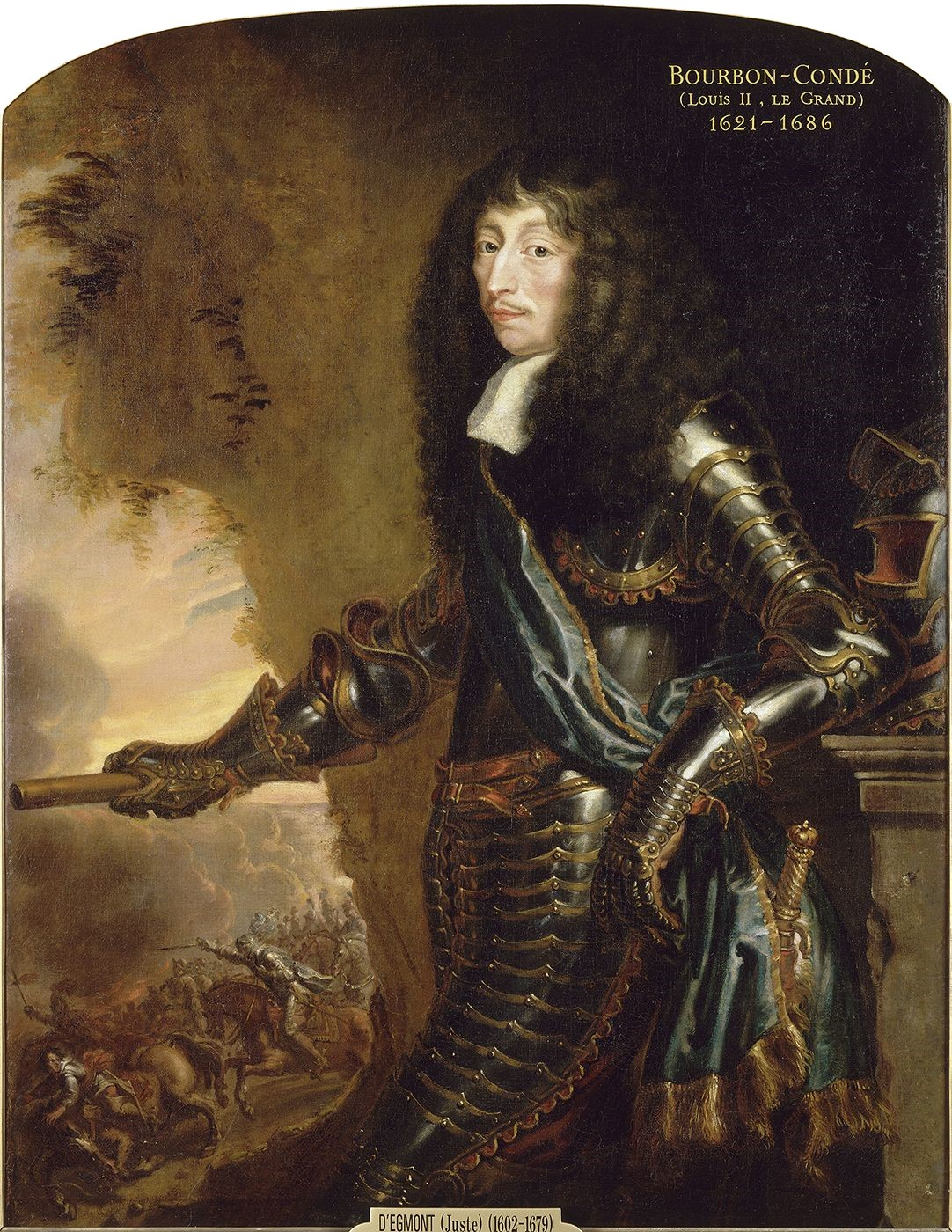
コンデ公ルイ2世

再編成の任務を終え、テュレンヌはブライザハにおいてライン川を横断する1644年の作戦を開始した。ほぼ同時にアンギャン公（後のコンデ公ルイ2世）指揮の軍がテュレンヌ軍と合流、王家に連なるアンギャン公はフランス＝ヴァイマル連合軍の総司令官となった。
8月にフランス＝ヴァイマル軍はバイエルン選帝侯マクシミリアン1世の部下でバイエルン軍司令官フランツ・フォン・メルシーとフライブルクの戦いで激突、敵より多数の大損害を出しながらバイエルン軍を撤退させた。ここで敵が降伏する前にアンギャン公は撤退し、残されたテュレンヌが司令官として進軍を続けた。彼は強固な前方移動をもって1645年の遠征を展開したが、5月2日のメルゲンハイムの戦いでメルシーに敗北、一時辞任も考えたが、アンギャン公が再度フランス軍を率いて前線へやってきた上、スウェーデン軍とヘッセン＝カッセル方伯軍から分遣隊の到着を得て体勢を立て直した。
スウェーデン軍はすぐに立ち去ったが、テュレンヌはアンギャン公と共に2万の軍勢でメルシー率いるバイエルン軍と戦い、8月3日のネルトリンゲンの戦いで大きな損害を出しながらメルシーを討ち取り、決定的にバイエルン軍を打ち負かした。病にかかったアンギャン公はまたもフランス軍司令官にテュレンヌを任命して戦線から離脱、テュレンヌは再度大規模に結集した皇帝軍に対し止めを刺さなかったが、代わりにトリーアを攻略した。翌1646年にカール・グスタフ・ウランゲル率いるスウェーデン軍と共にバイエルンへ侵入、マクシミリアン1世に和平を余儀なくさせ、翌1647年3月14日に休戦条約に署名、戦争から離脱させた。
同年、テュレンヌは弱体化した神聖ローマ帝国軍へ攻撃することを申し出たが、マザランはスペインの不穏な動きを察して彼を代わりに対フランドル戦へ派遣した。この事でフランスは神聖ローマ帝国軍を叩く機会を失っただけでなく、6月にバイエルンの将軍ヨハン・フォン・ヴェルトが待遇上の不満からバイエルンの中立を独断で放棄して神聖ローマ皇帝フェルディナント3世に鞍替えして合流、7月に何ヶ月も給料をもらっていなかったヴァイマル軍の間に深刻な反抗が起こった。テュレンヌは見事な機転で不満を抱く連隊の処置を施し、少々の流血事件があったもののヴァイマル軍を元通りにし、事件を終結させた後にルクセンブルクへ進軍した。しかしすぐにライン戦線へ転戦するよう命令を受けたため、ウランゲルと共にドイツへ向かった。
1648年、先の中立放棄もあってバイエルンは再びオーストリアと同盟を結び連合軍を組織したが、フランス・スウェーデン軍連合軍は目を見張るような戦績を収め、5月17日のツスマースハウゼンの戦いで決定的な勝利を飾った。戦後、連合軍は終戦条約が締結されるまで火戦と白兵戦でバイエルンを疲弊させた。この破壊は多くの現代の歴史家が非難するものだが、当時の戦時の精神と戦闘行為で許された状況よりも過酷な手法がとられたわけではない。

### フロンドの乱とスペイン戦役
三十年戦争を終結させたヴェストファーレン条約はフランスに束の間の平和をもたらしたが、戦争続行のための重税と国王ルイ14世の宰相マザランへの不満からすぐにフロンドの乱が勃発した。テュレンヌは反乱派に賛同したが、三十年戦争中での流血事件が災いして指揮下にあったはずのヴァイマル軍から従うことを拒まれてしまい、ネーデルラントへ逃れざるをえなかった。彼はそこで、フロンドの乱第1期を終わらせたルイユの和議（1649年3月）が締結されるまでとどまった。
2期の戦いはコンデ公らが1650年1月に捕らえられたことで始まった。コンデ公と共に捕らえられる計画のあったテュレンヌは再び逃亡し、コンデ公の姉のロングヴィル公アンリ2世の妃アンヌと組み、コンデ公とその弟のコンティ公アルマン、ロングヴィル公のためにスタネイを獲得した。フロンドの乱第1期も2期もアンヌへの愛情がテュレンヌの行動を支配していたとみられ、コンデ公らのためスペインの援助を得ようとしたり、12月15日にルテルで王党派と戦い敗北、母方の従甥に当たるフィリップ・フォン・デア・プファルツを失っている（ルテルの戦い）。
フロンドの乱の第2期は翌1651年2月にマザランの亡命とコンデ公らの釈放で終結し、テュレンヌも王党派と和解して5月にパリへ戻った。兄フレデリックも第2期の反乱に加わり1651年に政府からの補償を受けて和解、1652年8月9日に亡くなった後は甥のゴドフロワ・モーリスがブイヨン公国を相続、後にマザランの姪マリア・アンナと結婚している。
しかし、釈放されたコンデ公がフランス南部で反乱を起こしテュレンヌとコンデ公は互いに対立、テュレンヌは王軍を指揮し、コンデ公は反乱派とスペイン連合軍を率いて衝突した。テュレンヌは1652年3月28日、ジャルジョーで反乱軍と戦い、4月7日にブレノーでコンデ公の軍隊に痛撃を与え一気に北上、パリ南東に位置するセーヌ川北岸のムランに到着してパリを窺った。この頃、亡命中のイングランド王族ジェームズ（後のジェームズ2世）がムランから北のシャトルに移ったテュレンヌ軍に加わっている。
反乱軍はスペイン軍とムランから西のエタンプで陣取っていたが、テュレンヌは5月3日にエタンプ郊外でこの軍勢に大打撃を与え、北上して反乱軍に呼応したロレーヌ公シャルル4世も牽制して退去させた。次に7月2日にパリ郊外のフォーブール・サントノレの戦いでエタンプの反乱軍と合流したコンデ公と交戦、パリから砲撃したアンヌ・マリー・ルイーズ・ドルレアンらがコンデ公をパリに入れたため引き分けに終わったが、コンデ公は内部対立を収められずパリを脱出、テュレンヌはフォーブール・サントノレの戦いで実質的に内戦を打ち砕き、10月21日にルイ14世をパリに迎え入れた。11月にエーヌ川で冬営していたコンデ公の軍を攻撃してコンデ公をネーデルラントへ亡命させ、エーヌ河畔を平定して翌1653年に亡命先から帰国したマザランと共にパリに戻った。フロンドの乱は終結したが、背後のスペインを叩くため1635年から続くフランス・スペイン戦争の指揮を執ることになった。
パリ帰還後はネーデルラントでスペイン軍に加わったコンデ公及びネーデルラント総督フアン・ホセ・デ・アウストリアと交戦、コンデ公がロクロワを奪取する間にルテル、サント＝ムヌー（Sainte-Menehould）、ムーゾンを攻略、翌1654年の遠征で8月25日、アラス包囲中のコンデ公に勝利した。1655年でもネーデルラントで領土を奪ったが、1656年にヴァランシエンヌで敗北を喫している。翌1657年、マザランと同盟を結んだイングランド護国卿オリバー・クロムウェルが送り込んだ部隊と共にネーデルラント諸都市を制圧、1658年にダンケルク包囲中に向かったスペイン軍を迎撃、6月14日にダンケルク近郊の砂丘の戦いで大勝利を収めたことから、1659年のピレネー条約へと繋がりフランス・スペイン戦争はフランスの勝利に終わった。この条約でテュレンヌが占領した土地のほとんどがフランスに渡り、大国の座から転落したスペインに対してフランスが優位に立った。

### ルイ14世時代

ルイ14世

ピレネー条約から2年後の1661年にマザランが死去してルイ14世が親政開始を宣言、テュレンヌは親政に先立つ1660年4月4日にフランス王軍の大元帥とされた。この時カトリックに改宗した場合、1627年に廃止されていた『フランス宮内長官（fr）』の復活をルイ14世から打診されていたが、テュレンヌは提案を辞退した。両親がともにカルヴァン派で自身もプロテスタントの教育を受けていることから、1639年にリシュリューが申し出た姪の1人との結婚も断っていたし、マザランから持ち出された縁者との結婚依頼も拒んでいたのである。フロンドの乱の最中の1652年には、かつての上司で深く慕っていたプロテスタントの元帥フォルス公の娘シャルロット・ド・コーモンと結婚している。
しかしテュレンヌはキリスト教会の不和を心から深く嘆いていた。彼は常に多くの意見の異なったり押さえきれない一派の影響を信用しなかった上、イングランド軍と国民の独立の過程（清教徒革命）に深い印象を受け、イングランドの長老派教会がやがて王政復古に転じた無秩序ぶりの恐怖からカトリックへ傾いていった。妻シャルロットとの間で交わされた手紙には、どのように2人とも密接にこの事件での有効な証言を学んだかがみてとれる。1666年に子供が無いままシャルロットが死んで文通は終わり、ジャック＝ベニーニュ・ボシュエ司教の熱弁と甥でゴドフロワ・モーリスの弟エマニュエル・テオドール枢機卿の説得で2年後の1668年10月にカトリックに改宗した。
1667年、テュレンヌは性分に合った空気の王軍へ戻り、ネーデルラント継承戦争でフランス軍のネーデルラント侵攻を指揮して短期間でシャルルロワ、トゥルネー、ドゥエー、エペルネー、リールなどネーデルラントの諸都市を陥落させた（名目上はルイ14世が指揮）。また、ピレネー条約により罪を許されフランスへ帰国したコンデ公は翌1668年2月に東のフランシュ＝コンテ地方を素早く征服してテュレンヌの戦功と競い合った。但し、1668年1月にはオランダを始めとする三国同盟の干渉で戦争は早期終結となり、さほど領土は得られずに終わっている。

### オランダ侵略戦争
ルイ14世がオランダへの報復から引き起こした1672年のオランダ侵略戦争でもテュレンヌはルイ14世と共に進軍、北上してライン川を越えてオランダ諸州を荒らして大半を制圧した。しかし、オランダは洪水線を活用して堤防を決壊、国内を水浸しにしてフランス軍の進行を遅らせ、民衆が政変を起こして指導者コルネリス・デ・ウィットとヨハン・デ・ウィットを殺害してオラニエ公ウィレム3世を擁立した。ウィレム3世もフランスの後方を脅かしたり神聖ローマ帝国諸侯やスペインと同盟を結び徹底抗戦、ルイ14世は戦線停滞を見て指揮を放棄して現場を離れた。
この戦争の知らせはヨーロッパ中を駆けめぐり、神聖ローマ皇帝レオポルト1世・ブランデンブルク選帝侯フリードリヒ・ヴィルヘルムを始めとする帝国諸侯がオランダ側に立ち参戦したため戦線がドイツへ広がっていった。テュレンヌは対策として8月にオランダからドイツへ移され、コンデ公がアルザスを押さえた間にライン川中流域で布陣、オランダ軍との合流を阻止した。

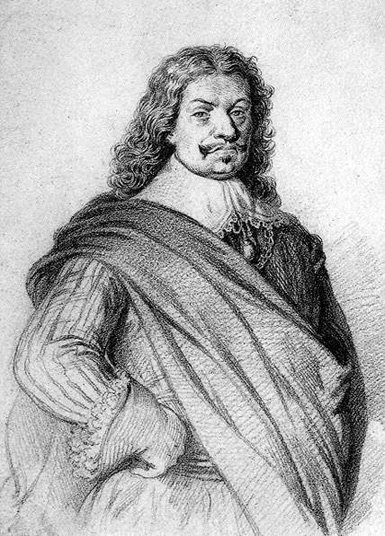
ライモンド・モンテクッコリ

1673年1月、テュレンヌは攻勢に出るふりをしてドイツ内へ深く入り込み、ブランデンブルクに侵攻してフリードリヒ・ヴィルヘルムと和平を結ばせ戦争から離脱させた。しかし8月、ヴュルツブルクに進撃して略奪した隙に神聖ローマ帝国軍の将軍ライモンド・モンテクッコリがライン川を渡河して北上、テュレンヌを避けて左岸のコブレンツを通過した辺りでオランダ軍を率いたウィレム3世と合流してボンを落とした。戦略上の要地であるボンの陥落により帝国諸侯が更にオランダ側に就き、スペインの参戦とフランスの味方であったミュンスター司教とケルン選帝侯もオランダと和睦したため、フランス軍はオランダから撤退、1672年から一転して劣勢に傾いた。テュレンヌは冬営してプファルツ選帝侯領で略奪を働きアルザスに留まった。
1674年6月、フィリップスブルクでライン川右岸へ渡り16日のジンスハイムの戦いで帝国軍に勝利し、ライン宮中伯の宮内官となり一時プファルツ選帝侯領の首都ハイデルベルクまで迫った。この時はパリからの命令で引き上げたものの、別の命令で帝国軍の拠点を無効化させるためドイツ各地を荒らし回った。トゥルクハイムの略奪を伴ったこの行為は常に、テュレンヌの名声の上で重大な汚点として数えられる。しかし略奪は効果を上げ、8月にアルザス侵攻のためプファルツ選帝侯領に進軍した帝国軍は荒廃した領土で食糧徴発が出来ず一旦撤退している。
9月にテュレンヌは北上、別のフランス軍が中立都市ストラスブールを攻撃したが撃退され、逆に帝国軍に明け渡したため、帝国軍はこの町の橋からライン川を渡りアルザスへ侵攻した。テュレンヌは急遽南下、10月4日にストラスブールから南のエンツハイムで帝国軍を攻撃した（エンツハイムの戦い）。この戦いは帝国軍に大損害を与えたフランス軍が勝利したが、テュレンヌも勝ったとはいえ損害が大きく追撃出来ず、帝国軍は南に後退してアルザスに留まった上、一旦離脱したフリードリヒ・ヴィルヘルム率いるブランデンブルク軍も合流して兵力を回復したため、戦略上はテュレンヌが劣勢のままだった。
12月初旬に帝国軍はアルザスで冬営した。テュレンヌはこの機に帝国軍への奇襲を思い立ち、サヴェルヌに若干の兵を残して西のロレーヌへ移動、南へ大きく回りこんでヴォージュ山脈を越えて翌1675年1月5日に帝国軍に奇襲をかけた（トゥルクハイムの戦い）。戦いはフランス軍の勝利となり帝国軍をアルザスから追い払い、次いで都市住民が起こした抵抗運動の報復としてプファルツを始めとする都市を略奪・焼き討ちし、2週間もの間残された住民達を虐殺した。こうして僅か数週間で彼はアルザスを完全に取り戻した。

### 最期
1675年でもライン川方面の指揮を執り、モンテクッコリと再び対峙した。アルザス侵攻を図るモンテクッコリに対してテュレンヌは容易に隙を見せず牽制する一方、南に進出してライン川を渡河して帝国軍の補給を妨害したりした。7月になると攻勢に出てライン川を渡河、東に後退したモンテクッコリを追い、両軍は27日にバーデン＝ヴュルテンベルク州の拠点ザスバッハで対峙したが、テュレンヌは敵の軍勢を視察中に大砲の砲撃に遭い戦死してしまった（ザスバッハの戦い）。彼の戦死報告はフランス全土を悲嘆に陥れた。
テュレンヌの思いがけない戦死はフランス軍にとって重大な損失であり、フランス軍がザスバッハから撤退する一方で帝国軍がアルザスに再進出する危機が生じたため、ネーデルラントにいたコンデ公がアルザスに派遣されモンテクッコリを食い止めた。そして、両者も1675年を最後に軍務から引退した。

## 遺産

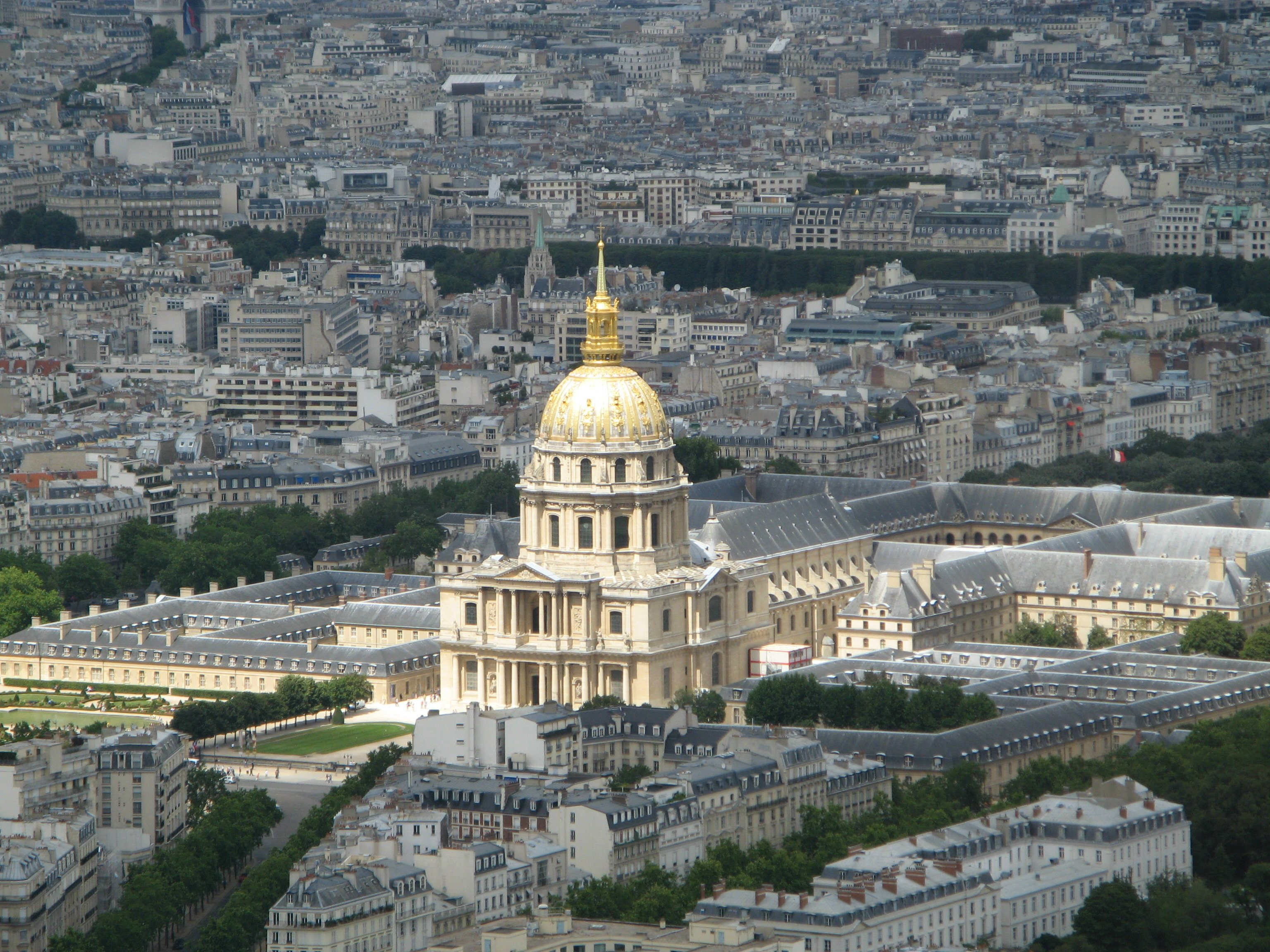
テュレンヌの眠る廃兵院

テュレンヌの訃報に接し、同胞のうちもっとも雄弁な者はテュレンヌへの賛辞を書き残しており、モンテクッコリその人も「人類の誇りである男が今日死んだ」と嘆いている。遺体はサン＝ドニ大聖堂に運ばれ歴代フランス国王とともに葬られた。後年の革命派の最右翼すらテュレンヌの遺体には敬意を払い、フランス革命さなかの1793年、彼らが非道にも歴代国王を共同墓地へ改葬した際にもテュレンヌはパリ植物園に留め置かれ、1800年9月22日にナポレオンが歴代国王とテュレンヌをパリ廃兵院内の教会に移して以降は同所に安置されている。
ナポレオンは偉大な名将の1人としてテュレンヌを挙げ、その遠征記を繰り返し読み返すことを全兵に勧めている。テュレンヌの用兵は、万人がかつてなく真剣に戦争について考究するという時代にあって、当時の兵法の妙を体現しており、それゆえテュレンヌの将としての栄誉は欧州の他の誰のものとくらべても遜色がない（リーニュ公の評）。おそらく、戦略上の用心深さと兵站の的確さが、小規模戦闘での見事な瞬発力と状況を問わない沈着さと合わさることで、軍人テュレンヌの天才ぶりをなしているのであろう。テュレンヌは大規模な戦闘は避けた。「攻城戦はなるべく避け、野戦にもちこむ」というのがテュレンヌ自身の格率であった。また、偉大なライバルであるコンデ公と比較すると、コンデ公が華々しい初陣の時点ですでに完成された将であったのに対し、テュレンヌは晩成型であった。ナポレオンはテュレンヌについて、その才能は年とともに際立っていったと述べ、後世の作家オマール公も「テュレンヌを知るためには彼についてザスバッハまで行かねばならない。テュレンヌにあっては毎日が進歩である」と同様の観方を述べている（『コンデ家歴代公爵伝』 Histoire des princes de la maison de Condé）。
個人的な性格について言えば、テュレンヌは率直で折り目正しく非常に鋭敏な軍人という側面以外はほとんどみせていない。また、政治と権謀の世界では策謀家や詭弁家にほとんどされるがままであったように見える。テュレンヌのモラルは、完全無欠ではないにせよ、少なくともテュレンヌが生きた当時の一般的なものにくらべれば厳格であった。テュレンヌは芯から常備軍の一指揮官であり、そのようなものとして世にあった。テュレンヌは兵たちとともに人生を過ごした。どうやって兵の親愛を勝ち取ったらよいかを知っていたし、どんな過酷な訓練にもまれには気前よく手心を加えてやった。部下は彼を仲間として愛し、それと変わらず指揮官として敬った。であればこそ、コンデ公の天才のほうがはっきりとまさって多彩であったにもかかわらず、テュレンヌの天才が17世紀の兵法を最もよく代表することとなったのである。小規模・高コスト・高錬度の常備軍にとって、またルイ14世治下の王国の軍事行動にとって、テュレンヌの働きはまさに理想的な軍事指導者といえるものであった。